# Islas Vírgenes de los Estados Unidos en los Juegos Olímpicos de Barcelona 1992
Las Islas Vírgenes de los Estados Unidos estuvieron representadas en los Juegos Olímpicos de Barcelona 1992 por un total de 25 deportistas, 20 hombres y 5 mujeres, que compitieron en 7 deportes.
La portadora de la bandera en la ceremonia de apertura fue la atleta Flora Hyacinth. El equipo olímpico virgenense estadounidense no obtuvo ninguna medalla en estos Juegos.